# Robert Vandelanoitte
Robert Vandelanoitte, né le 26 septembre 1920 à Roubaix et mort le 19 janvier 2011 à Templeuve, est un homme politique français.

## Biographie
Médecin de profession, il entre au conseil municipal de Templeuve en 1959, sous le mandat de Charles Olivier.
À la suite du décès d'Eugène Van der Meersch en juin 1967, il se présente à la cantonale partielle d'octobre dans le canton de Cysoing sous l'étiquette de l'UD-Ve et remporte le scrutin.
En juin 1968, après la dissolution de l'Assemblée nationale consécutive aux événements de mai, il est candidat gaulliste dans la sixième circonscription du Nord et bat le député sortant SFIO Marceau Laurent. Il siège alors dans le groupe de l'Union des démocrates pour la République.
Candidat à sa réélection en 1973, investi par l'Union des républicains de progrès, il est battu au second tour par le socialiste André Laurent, fils de son prédécesseur à la chambre basse.
Quatre ans plus tard, il s'installe dans le fauteuil de maire de Templeuve, succédant à Jean Crinquette. En 1978, il tente de reprendre son siège de député mais il est à nouveau défait par André Laurent.
Réélu constamment au conseil général, il quitte ses fonctions de premier édile de Templeuve en juin 1987 mais demeure conseiller municipal jusqu'au scrutin de 1989.
Après une nouvelle tentative infructueuse aux élections législatives de 1993 – il arrive en deuxième position mais se désiste au profit du candidat RPR Thierry Lazaro –, il se retire de l'assemblée départementale en mars 1998.

## Détail des fonctions et des mandats
Mandat parlementaire
- 11 juillet 1968 - 1er avril 1973 : député de la sixième circonscription du Nord

Mandats locaux
- mars 1977 - juin 1987 : maire de Templeuve
- octobre 1967 - mars 1998 : conseiller général du canton de Cysoing

## Pour approfondir